# Eric Corley
Eric Gordon Corley, noto anche con lo pseudonimo di Emmanuel Goldstein (New York, 16 dicembre 1959), è un giornalista, scrittore e hacker statunitense.
Il suo pseudonimo deriva dall'omonimo personaggio di fantasia del romanzo distopico di George Orwell, 1984.
Corley è una figura centrale della cultura hacker statunitense. Dirige l'organizzazione no-profit 2600 Enterprises, Inc., è direttore della rivista 2600: The Hacker Quarterly, (che organizza incontri mensili in più parti del mondo) e organizzatore del convegno hacker Hackers on Planet Earth (HOPE).

## Attività
Le prime attività cracker documentate di Corley risalgono al 1983, quando scoprì che semplicemente inserendo la lettera "A" come password poteva entrare nel sistema di mail della NASA, di Coca-Cola e persino dell'Ufficio Esecutivo del Presidente degli Stati Uniti. Una volta ottenuto l'accesso l'unico uso che ne fece fu mandare mail ad altri hacker.
Nel 1993, Corley ha testimoniato di fronte alla camera dei rappresentanti degli Stati Uniti, presso la sottocommissione alle Telecomunicazioni. Egli è stato interrogato in relazione ai contenuti di 2600 come parte della discussione riguardante la Digital Telephony Bill, conosciuta anche come Communications Assistance for Law Enforcement Act.
Nel 1999 Corley decise di pubblicare il codice sorgente di un hack che permetteva di superare i codici di sicurezza dei DVD. Il programma, chiamato DeCSS, permetteva di aggirare i blocchi regionali sui DVD, così che i filmati in essi contenuti potessero essere visualizzati su qualsiasi PC. Denunciato da Universal Studios, si difese, di concerto con la Electronic Frontier Foundation, sostenendo che il codice non è altro che un insieme di parole, e che la libertà di parola è protetta dalla Costituzione degli Stati Uniti. Corley perse la causa, ma il processo portò all'attenzione pubblica il problema della libera diffusione del codice informatico in quanto libera espressione umana.
Corley è stato molto attivo nelle proteste per la carcerazione e trattamento giudiziario di Kevin Mitnick. Corley ha diretto il film del 2001 Freedom Downtime, un documentario sulle incarcerazioni di Kevin Mitnick e Bernie S (Edward Cummings) che esamina anche le presunte distorsioni nella copertura mediatica del caso Mitnick.
Corley è il curatore di The Best of 2600: A Hacker Odyssey, pubblicato nel luglio 2008. Il libro consiste in una raccolta di articoli estratti dalla rivista 2600: The Hacker Quarterly strutturati secondo un ordine cronologico per mostrare l'evoluzione di Internet e della tecnologia informatica. Un sequel, Dear Hacker. Letters to the Editor of 2600, è stato pubblicato nel 2010.
Corley è conduttore di due trasmissioni radiofoniche settimanali, Off the Hook su WBAI-FM e Off the Wall su WUSB-FM. Mentre Off the Hook include spesso un gruppo di ospiti ed è perlopiù incentrato su tematiche riguardanti la tecnologia, Off the Wall è generalmente condotta interamente dallo stesso Corley e copre un ampio raggio di argomenti. Hoff the Hook va in onda dal 1988.